# Franz Josef Schäfer
Franz Josef Schäfer (* 9. April 1953 in Illingen/Saar) ist ein deutscher Lehrer und Historiker.

## Leben
Franz Josef Schäfer besuchte die Volksschule in Wustweiler und das Staatliche Realgymnasium Lebach, wo er 1973 sein Abitur ablegte. An der Universität des Saarlandes in Saarbrücken studierte er Germanistik und Geschichte für das Lehramt an Gymnasien. Von 1980 bis 1982 war er Studienreferendar am Staatlichen Studienseminar für das Lehramt am Gymnasien in Neunkirchen/Saar mit erster Unterrichtstätigkeit am Illtal-Gymnasium Illingen. Von 1982 bis 1984 unterrichtete er am Bischöflichen St. Hildegardis-Gymnasium in Duisburg und von 1984 bis zu seinem Ruhestand 2019 an der Geschwister-Scholl-Schule in Bensheim. Mit Peter Lotz gründete er die Geschichtswerkstatt Geschwister-Scholl.
1991 veröffentlichte er gemeinsam mit Bernhard Haupert „Jugend zwischen Kreuz und Hakenkreuz. Biographische Rekonstruktion als Alltagsgeschichte des Faschismus“. 2012 gab er gemeinsam mit Bernhard Haupert und Hans Günter Maas die Memoiren des Dachau-Priesters Hugo Pfeil heraus: „Leben, Leiden und Sterben der kath. Priester im KZ Dachau“, 2017 erschien seine Monografie „Willi Graf und der Graue Orden. Jugend zwischen Kreuz und Hakenkreuz“ und 2019 „Einmal Theresienstadt und zurück. Familie Lansch wehrt sich gegen die Nazis“. 2020 gab er gemeinsam mit Klaus-Peter Grünschläger und Ulrich Zimmerer die Memoiren des Kapuziners Hans-Günther Geibel heraus. Darüber hinaus ist Franz Josef Schäfer mit Rezensionen bzw. Beiträgen zur Alltags-, Sozial- und Kirchengeschichte Südhessens und des Saarlandes in Fachzeitschriften vertreten, u. a. in: Archiv für hessische Geschichte und Altertumskunde, Geschichtsblätter Kreis Bergstraße, Mitteilungen des Museumsvereins Bensheim; Jahrbuch für westdeutsche Landesgeschichte, Zeitschrift für die Geschichte der Saargegend, Saarpfalz. Blätter für Geschichte und Volkskunde, Unsere Heimat. Mitteilungsblatt des Landkreises Saarlouis für Kultur und Landschaft.
Er ist Mitglied der Hessischen Historischen Kommission für Darmstadt. Schäfer lebt in Illingen.

## Veröffentlichungen (Auswahl)
- mit Bernhard Haupert: Jugend zwischen Kreuz und Hakenkreuz. Biographische Rekonstruktion als Alltagsgeschichte des Faschismus. Mit einem Vorwort von Manfred Messerschmidt. Frankfurt am Main 1991, 2. Auflage 1992 (Reihe: Suhrkamp Taschenbuch Wissenschaft 952). ISBN 978-3-518-28552-7.[1]
- mit Bernhard Haupert: Ein neues Fenster zur Vergangenheit – Fotos als Quellen im Geschichts- und Politikunterricht. In: Geschichte selbst erforschen. Schülerarbeit im Archiv. Herausgegeben von Thomas Lange. Weinheim, Basel: Beltz 1993, S. 159–177. ISBN 978-3-407-62173-3.
- mit Bernhard Haupert: Saarländischer katholischer Klerus zwischen Anpassung und Widerstand 1933–1945. Studie zum politischen Verständnis und Handeln des katholischen Klerus. In: Zeitschrift für die Geschichte der Saargegend 46 (1998), S. 99–157.
- Die Vitus-Heller-Bewegung an der Saar. Getrennte Wege im Abstimmungskampf 1934 zwischen Deutscher Front und Status quo. In: Jahrbuch für westdeutsche Landesgeschichte 34 (2008), S. 547–695
- Briefwechsel eines saarländischen Ehepaares während des Deutsch-Französischen Krieges 1870/71. In: Jahrbuch für westdeutsche Landesgeschichte 35 (2009), S. 419–519
- Hugo Pfeil: Leben, Leiden und Sterben der kath. Priester im KZ Dachau. Bearbeitet und kommentiert von Bernhard Haupert, Hans Günther Maas und Franz Josef Schäfer. Eppelborn 2012 (Reihe: Edition Stiftung Kulturgut Gemeinde Eppelborn 5). ISBN 978-3-937436-41-8[2]. 2017 erschien seine Monografie „Willi Graf und der Graue Orden. Jugend zwischen Kreuz und Hakenkreuz“[3]
- Willi Graf und der Graue Orden. Jugendliche zwischen Kreuz und Hakenkreuz. St. Ingbert: Röhrig Universitätsverlag 2017. (Reihe: Röhrig Lebensbilder 3). ISBN 978-3-86110-618-0[4]
- Einmal Theresienstadt und zurück. Familie Lansch wehrt sich gegen die Nazis. St. Ingbert: Röhrig Universitätsverlag 2019 (Reihe: Röhrig Lebensbilder 4). ISBN 978-3-86110-746-0[5]
- mit Klaus-Peter Grünschläger und Ulrich Zimmerer: Hitlerjunge – Soldat – Mönch. Ein Leben unter zwei Kreuzen. Hohenwarsleben: VAS – Verlag für Akademische Schriften – ein Imprint der Westarp Verlagsservicegesellschaft mbH 2020. ISBN 978-3-88864-562-4.
- Arnold Fortuin. Die Verfolgung der Sinti und Roma im Saarland. Blattlaus-Verlag. Saarbrücken 2022. ISBN 978-3-945996-53-9